# بنك لوكسمبورغ المركزي
مصرف لوكسمبورغ المركزي تأسس في عام 1998، في نفس الوقت تم إنشاء البنك المركزي الأوروبي، بموجب قوانين مؤرخة 22 أبريل و 23 ديسمبر. وهو جزء من النظام الأوروبي للبنوك المركزية (ESCB).
يقع المكتب الرئيسي لـه في بوليفارد رويال.

## روابط خارجية
- (بالفرنسية) (بالإنجليزية) الموقع الرسمي لبنك لوكسمبورغ المركزي
- البنك المركزي الأوروبي